# Selección de fútbol de Singapur
La selección de fútbol de Singapur es el equipo representativo del país en las competiciones oficiales. Su organización está a cargo de la Asociación de Fútbol de Singapur, perteneciente a la AFC. 
El mayor éxito de esta selección es haber ganado la competición regional Campeonato de fútbol de la ASEAN en 1998 y 2005, tras vencer a Vietnam por 1:0 en la primera, y a Indonesia por 5:2 como resultado global en la segunda final (ésta fue a doble partido)

## Estadísticas

### Copa Mundial de Fútbol
| Copa Mundial de Fútbol | Copa Mundial de Fútbol  | Copa Mundial de Fútbol  | Copa Mundial de Fútbol  | Copa Mundial de Fútbol  | Copa Mundial de Fútbol  | Copa Mundial de Fútbol  | Copa Mundial de Fútbol  |
| Año                    | Ronda                   | J                       | G                       | E                       | P                       | GF                      | GC                      |
| ---------------------- | ----------------------- | ----------------------- | ----------------------- | ----------------------- | ----------------------- | ----------------------- | ----------------------- |
| 1930 - 1938            | No existía la selección | No existía la selección | No existía la selección | No existía la selección | No existía la selección | No existía la selección | No existía la selección |
| 1950 - 1974            | No participó            | No participó            | No participó            | No participó            | No participó            | No participó            | No participó            |
| 1978                   | No clasificó            | No clasificó            | No clasificó            | No clasificó            | No clasificó            | No clasificó            | No clasificó            |
| 1982                   | No clasificó            | No clasificó            | No clasificó            | No clasificó            | No clasificó            | No clasificó            | No clasificó            |
| 1986                   | No clasificó            | No clasificó            | No clasificó            | No clasificó            | No clasificó            | No clasificó            | No clasificó            |
| 1990                   | No clasificó            | No clasificó            | No clasificó            | No clasificó            | No clasificó            | No clasificó            | No clasificó            |
| 1994                   | No clasificó            | No clasificó            | No clasificó            | No clasificó            | No clasificó            | No clasificó            | No clasificó            |
| 1998                   | No clasificó            | No clasificó            | No clasificó            | No clasificó            | No clasificó            | No clasificó            | No clasificó            |
| 2002                   | No clasificó            | No clasificó            | No clasificó            | No clasificó            | No clasificó            | No clasificó            | No clasificó            |
| 2006                   | No clasificó            | No clasificó            | No clasificó            | No clasificó            | No clasificó            | No clasificó            | No clasificó            |
| 2010                   | No clasificó            | No clasificó            | No clasificó            | No clasificó            | No clasificó            | No clasificó            | No clasificó            |
| 2014                   | No clasificó            | No clasificó            | No clasificó            | No clasificó            | No clasificó            | No clasificó            | No clasificó            |
| 2018                   | No clasificó            | No clasificó            | No clasificó            | No clasificó            | No clasificó            | No clasificó            | No clasificó            |
| 2022                   | No clasificó            | No clasificó            | No clasificó            | No clasificó            | No clasificó            | No clasificó            | No clasificó            |
| 2026                   | No clasificó            | No clasificó            | No clasificó            | No clasificó            | No clasificó            | No clasificó            | No clasificó            |
| 2030                   | Por disputarse          | Por disputarse          | Por disputarse          | Por disputarse          | Por disputarse          | Por disputarse          | Por disputarse          |
| 2034                   | Por disputarse          | Por disputarse          | Por disputarse          | Por disputarse          | Por disputarse          | Por disputarse          | Por disputarse          |
| Total                  | 0/23                    | -                       | -                       | -                       | -                       | -                       | -                       |

### Copa Asiática
| Copa Asiática | Copa Asiática  | Copa Asiática | Copa Asiática | Copa Asiática | Copa Asiática | Copa Asiática | Copa Asiática |
| Año           | Ronda          | J             | G             | E             | P             | GF            | GC            |
| ------------- | -------------- | ------------- | ------------- | ------------- | ------------- | ------------- | ------------- |
| 1956          | Se retiró      | Se retiró     | Se retiró     | Se retiró     | Se retiró     | Se retiró     | Se retiró     |
| 1960          | No clasificó   | No clasificó  | No clasificó  | No clasificó  | No clasificó  | No clasificó  | No clasificó  |
| 1964          | Se retiró      | Se retiró     | Se retiró     | Se retiró     | Se retiró     | Se retiró     | Se retiró     |
| 1968          | No clasificó   | No clasificó  | No clasificó  | No clasificó  | No clasificó  | No clasificó  | No clasificó  |
| 1972          | Se retiró      | Se retiró     | Se retiró     | Se retiró     | Se retiró     | Se retiró     | Se retiró     |
| 1976          | No clasificó   | No clasificó  | No clasificó  | No clasificó  | No clasificó  | No clasificó  | No clasificó  |
| 1980          | No clasificó   | No clasificó  | No clasificó  | No clasificó  | No clasificó  | No clasificó  | No clasificó  |
| 1984          | Fase de grupos | 4             | 1             | 1             | 2             | 3             | 4             |
| 1988          | Se retiró      | Se retiró     | Se retiró     | Se retiró     | Se retiró     | Se retiró     | Se retiró     |
| 1992          | No clasificó   | No clasificó  | No clasificó  | No clasificó  | No clasificó  | No clasificó  | No clasificó  |
| 1996          | No clasificó   | No clasificó  | No clasificó  | No clasificó  | No clasificó  | No clasificó  | No clasificó  |
| 2000          | No clasificó   | No clasificó  | No clasificó  | No clasificó  | No clasificó  | No clasificó  | No clasificó  |
| 2004          | No clasificó   | No clasificó  | No clasificó  | No clasificó  | No clasificó  | No clasificó  | No clasificó  |
| 2007          | No clasificó   | No clasificó  | No clasificó  | No clasificó  | No clasificó  | No clasificó  | No clasificó  |
| 2011          | No clasificó   | No clasificó  | No clasificó  | No clasificó  | No clasificó  | No clasificó  | No clasificó  |
| 2015          | No clasificó   | No clasificó  | No clasificó  | No clasificó  | No clasificó  | No clasificó  | No clasificó  |
| 2019          | No clasificó   | No clasificó  | No clasificó  | No clasificó  | No clasificó  | No clasificó  | No clasificó  |
| 2023          | No clasificó   | No clasificó  | No clasificó  | No clasificó  | No clasificó  | No clasificó  | No clasificó  |
| Total         | 1/18           | 4             | 1             | 1             | 2             | 3             | 4             |

## Torneos regionales

### Campeonato de Fútbol de la ASEAN
| Campeonato de Fútbol de la ASEAN | Campeonato de Fútbol de la ASEAN | Campeonato de Fútbol de la ASEAN | Campeonato de Fútbol de la ASEAN | Campeonato de Fútbol de la ASEAN | Campeonato de Fútbol de la ASEAN | Campeonato de Fútbol de la ASEAN | Campeonato de Fútbol de la ASEAN |
| Año                              | Ronda                            | J                                | G                                | E                                | P                                | GF                               | GC                               |
| -------------------------------- | -------------------------------- | -------------------------------- | -------------------------------- | -------------------------------- | -------------------------------- | -------------------------------- | -------------------------------- |
| 1996                             | Fase de grupos                   | 4                                | 2                                | 1                                | 1                                | 7                                | 2                                |
| 1998                             | Campeón                          | 5                                | 4                                | 1                                | 0                                | 9                                | 2                                |
| 2000                             | Fase de grupos                   | 4                                | 2                                | 0                                | 2                                | 4                                | 2                                |
| 2002                             | Fase de grupos                   | 3                                | 1                                | 1                                | 1                                | 3                                | 6                                |
| 2004                             | Campeón                          | 8                                | 6                                | 2                                | 0                                | 23                               | 10                               |
| 2007                             | Campeón                          | 7                                | 2                                | 5                                | 0                                | 18                               | 6                                |
| 2008                             | Semifinales                      | 5                                | 3                                | 1                                | 1                                | 10                               | 2                                |
| 2010                             | Fase de grupos                   | 3                                | 1                                | 1                                | 1                                | 3                                | 3                                |
| 2012                             | Campeón                          | 7                                | 4                                | 1                                | 2                                | 11                               | 6                                |
| 2014                             | Fase de grupos                   | 3                                | 1                                | 0                                | 2                                | 6                                | 7                                |
| 2016                             | Fase de grupos                   | 3                                | 0                                | 1                                | 2                                | 1                                | 3                                |
| 2018                             | Fase de grupos                   | 4                                | 2                                | 0                                | 2                                | 7                                | 5                                |
| 2020                             | Semifinales                      | 6                                | 3                                | 1                                | 2                                | 10                               | 8                                |
| 2022                             | Fase de grupos                   | 4                                | 2                                | 1                                | 1                                | 6                                | 6                                |
| 2024                             | Semifinales                      | 6                                | 2                                | 1                                | 3                                | 8                                | 10                               |
| Total                            | 15/15                            | 72                               | 35                               | 17                               | 20                               | 126                              | 78                               |

## Últimos partidos y próximos encuentros
Actualizado al último partido jugado el 5 de junio de 2025
| Fecha      | Ciudad       | Local          | Resultado | Visitante | Competición                      |
| ---------- | ------------ | -------------- | --------- | --------- | -------------------------------- |
| 11-12-2024 | Bishan       | Singapur       | 2:1       | Camboya   | Copa AFF 2024                    |
| 14-12-2024 | Nha Trang    | Timor Oriental | 0:3       | Singapur  | Copa AFF 2024                    |
| 17-12-2024 | Kallang      | Singapur       | 2:4       | Tailandia | Copa AFF 2024                    |
| 20-12-2024 | Kuala Lumpur | Malasia        | 0:0       | Singapur  | Copa AFF 2024                    |
| 26-12-2024 | Jalan Besar  | Singapur       | 0:2       | Vietnam   | Copa AFF 2024                    |
| 29-12-2024 | Việt Trì     | Vietnam        | 3:1       | Singapur  | Copa AFF 2024                    |
| 21-03-2025 | Kallang      | Singapur       | 0:1       | Nepal     | Partido amistoso                 |
| 25-03-2025 | Kallang      | Singapur       | 0:0       | Hong Kong | Clasificación Copa Asiática 2027 |
| 05-06-2025 | Bishan       | Singapur       | 3:1       | Maldivas  | Partido amistoso                 |
| 10-06-2025 | Dhaka        | Bangladés      | -:-       | Singapur  | Clasificación Copa Asiática 2027 |

## Palmarés
- Campeonato de fútbol de la ASEAN (4): 1998, 2004, 2007 y 2012

## Récord ante otras selecciones
Actualizado al 5 de junio de 2025.
| Rival                  | J   | G   | E   | P   | GF  | GC   | GD   |
| ---------------------- | --- | --- | --- | --- | --- | ---- | ---- |
| Afganistán             | 3   | 1   | 0   | 2   | 3   | 4    | –1   |
| Alemania               | 1   | 0   | 0   | 1   | 1   | 4    | −3   |
| Arabia Saudita         | 10  | 0   | 2   | 8   | 4   | 23   | −19  |
| Argentina              | 1   | 0   | 0   | 1   | 0   | 6    | –6   |
| Australia              | 8   | 0   | 1   | 7   | 4   | 22   | –18  |
| Azerbaiyán             | 1   | 0   | 1   | 0   | 2   | 2    | 0    |
| Baréin                 | 9   | 1   | 1   | 7   | 5   | 15   | −10  |
| Bangladés              | 4   | 1   | 2   | 1   | 4   | 4    | 0    |
| Birmania               | 11  | 8   | 2   | 1   | 24  | 14   | 10   |
| Brasil                 | 1   | 0   | 0   | 1   | 0   | 3    | −3   |
| Brunéi                 | 24  | 19  | 4   | 1   | 71  | 11   | 60   |
| Bulgaria               | 1   | 0   | 0   | 1   | 2   | 10   | −8   |
| Camboya                | 16  | 13  | 1   | 2   | 36  | 8    | 28   |
| Canadá                 | 2   | 0   | 0   | 2   | 0   | 2    | −2   |
| Catar                  | 13  | 1   | 1   | 11  | 5   | 30   | −25  |
| China                  | 23  | 3   | 7   | 13  | 20  | 48   | −28  |
| China Taipéi           | 11  | 2   | 3   | 6   | 18  | 24   | −6   |
| Corea del Norte        | 11  | 2   | 1   | 8   | 10  | 20   | –10  |
| Corea del Sur          | 39  | 3   | 3   | 33  | 25  | 118  | –93  |
| Dinamarca              | 1   | 0   | 0   | 1   | 1   | 5    | –4   |
| Emiratos Árabes Unidos | 6   | 0   | 1   | 5   | 6   | 15   | −9   |
| Finlandia              | 1   | 0   | 0   | 1   | 0   | 1    | –1   |
| Filipinas              | 22  | 14  | 4   | 4   | 51  | 13   | 38   |
| Fiyi                   | 1   | 1   | 0   | 0   | 2   | 0    | 2    |
| Ghana                  | 1   | 0   | 0   | 1   | 0   | 3    | −3   |
| Guam                   | 1   | 0   | 1   | 0   | 2   | 2    | 0    |
| Hong Kong              | 22  | 6   | 6   | 10  | 26  | 32   | –6   |
| India                  | 12  | 7   | 1   | 4   | 18  | 11   | 7    |
| Indonesia              | 69  | 20  | 11  | 38  | 72  | 133  | −61  |
| Irán                   | 3   | 0   | 1   | 2   | 2   | 10   | −8   |
| Irak                   | 6   | 1   | 0   | 5   | 5   | 20   | −15  |
| Israel                 | 1   | 0   | 0   | 1   | 1   | 2    | −1   |
| Islas Salomón          | 1   | 1   | 0   | 0   | 4   | 3    | 1    |
| Japón                  | 28  | 3   | 2   | 23  | 26  | 76   | −50  |
| Jordania               | 9   | 1   | 1   | 7   | 6   | 16   | −10  |
| Kazajistán             | 1   | 0   | 1   | 0   | 0   | 0    | 0    |
| Kuwait                 | 10  | 1   | 2   | 7   | 6   | 20   | −14  |
| Kirguistán             | 3   | 0   | 1   | 2   | 2   | 4    | –2   |
| Laos                   | 13  | 11  | 1   | 1   | 40  | 10   | 30   |
| Líbano                 | 5   | 2   | 1   | 2   | 6   | 5    | 1    |
| Macao                  | 3   | 2   | 1   | 0   | 5   | 2    | +3   |
| Malasia                | 50  | 13  | 17  | 20  | 56  | 79   | –23  |
| Maldivas               | 7   | 7   | 0   | 0   | 23  | 5    | 18   |
| Marruecos              | 2   | 0   | 0   | 2   | 1   | 8    | −7   |
| Mauricio               | 1   | 0   | 1   | 0   | 1   | 1    | 0    |
| Mongolia               | 1   | 1   | 0   | 0   | 2   | 0    | 2    |
| Nepal                  | 4   | 3   | 0   | 1   | 12  | 1    | 11   |
| Nueva Zelanda          | 7   | 1   | 1   | 5   | 6   | 16   | −10  |
| Noruega                | 2   | 0   | 0   | 2   | 2   | 6    | −4   |
| Omán                   | 9   | 1   | 0   | 8   | 6   | 23   | −17  |
| Países Bajos           | 1   | 0   | 0   | 1   | 1   | 2    | –1   |
| Pakistán               | 4   | 3   | 0   | 1   | 13  | 2    | 11   |
| Palestina              | 6   | 3   | 2   | 1   | 8   | 2    | 6    |
| Papúa Nueva Guinea     | 2   | 2   | 0   | 0   | 4   | 2    | 2    |
| Polonia                | 1   | 0   | 0   | 1   | 1   | 6    | −5   |
| Rusia                  | 3   | 0   | 1   | 2   | 1   | 5    | −4   |
| Serbia                 | 2   | 0   | 1   | 1   | 1   | 3    | −2   |
| Sri Lanka              | 3   | 2   | 0   | 1   | 9   | 6    | +3   |
| Suecia                 | 1   | 0   | 0   | 1   | 0   | 5    | –5   |
| Siria                  | 6   | 2   | 0   | 4   | 7   | 11   | –4   |
| Tayikistán             | 3   | 1   | 1   | 1   | 3   | 2    | 1    |
| Tailandia              | 64  | 12  | 17  | 35  | 66  | 114  | −48  |
| Timor Oriental         | 1   | 1   | 0   | 0   | 3   | 0    | 3    |
| Turkmenistán           | 3   | 1   | 1   | 1   | 6   | 5    | 1    |
| Uruguay                | 1   | 0   | 0   | 1   | 1   | 2    | –1   |
| Uzbekistán             | 3   | 0   | 0   | 3   | 4   | 13   | –9   |
| Vietnam                | 23  | 4   | 9   | 10  | 16  | 28   | -12  |
| Yemen                  | 2   | 1   | 1   | 0   | 4   | 3    | 1    |
| Total                  | 620 | 182 | 116 | 322 | 772 | 1101 | -329 |

## Uniforme
| Local 1954  | Visita 1954 | Local 1957  | Visita 1957 | Local 1966  |
| Visita 1966 | Local 1973  | Visita 1973 | Local 1984  | Visita 1984 |
| Local 2010  | Visita 2010 | Local 2012  | Visita 2012 | Local 2014  |
| Visita 2014 | Local 2016  | Visita 2016 | Local 2018  | Visita 2018 |
| Local 2020  | Visita 2020 |             |             |             |

## Entrenadores
- Rahim Sattar (1960–1967)
- Choo Seng Quee (1967,1971)
- Mick Walker (1972-1974)[2][3]
- Ibrahim Awang, Hussein Aljunied y Kejapathy (interinos-1974)[3]
- Mat Ariff (Finales de 1973)
- Lim Yong Liang (1974–1976)
- Choo Seng Quee (1976-1977)
- Hussein Aljunied (1977)
- Sebastian Yap (1978)
- Jita Singh (1979–19??)
- Trevor Hartley (19??-19??)
- Hussein Aljunied (1984–1986)[4]
- Seak Poh Leong (1987–1988)[4]
- Jita Singh (febrero de 1989 - enero de 1990)[5][6]
- Robin Chan (1990–1992)
- Milouš Kvaček (1992)[7]
- PN Sivaji (1992–1994)[7]
- Ken Worden (1994)
- Douglas Moore (1994–1996)
- Barry Whitbread (1996–1998)[8]
- Vincent Subramaniam (1998–2000)
- Jan B. Poulsen (2000–2002)
- Radojko Avramović (2003–2012)
- Varadaraju Sundramoorthy (2013) (interino)
- Bernd Stange (2013-2016)
- Varadaraju Sundramoorthy (2016-2018)
- Fandi Ahmad (2018)
- Nazri Nasir (2019)
- Tatsuma Yoshida (2019-2021)
- Nazri Nasir (2022)
- Takayuki Nishigaya (2022-2024)[9]
- Tsutomu Ogura (2024-2025)
- Gavin Lee (2025-) (interino)

## Jugadores

### Última convocatoria
| No. | Pos. | Jugador                | Fecha de nacimiento (edad)         | Apa. | Goles | Club                  |
| --- | ---- | ---------------------- | ---------------------------------- | ---- | ----- | --------------------- |
| 1   | POR  | Izwan Mahbud           | 14 de julio de 1990 (34 años)      | 63   | 0     | Lion City Sailors     |
| 12  | POR  | Syazwan Buhari         | 22 de septiembre de 1992 (32 años) | 3    | 0     | Tampines Rovers       |
| 23  | POR  | Rudy Khairullah        | 19 de julio de 1994 (30 años)      | 0    | 0     | Geylang International |
|     |      |                        |                                    |      |       |                       |
| 2   | DEF  | Irfan Najeeb           | 17 de julio de 1990 (34 años)      | 10   | 1     | Tampines Rovers       |
| 3   | DEF  | Ryhan Stewart          | 15 de febrero de 2000 (25 años)    | 25   | 0     | Riteriai              |
| 4   | DEF  | Akram Azman            | 21 de noviembre de 2000 (24 años)  | 2    | 0     | Lion City Sailors     |
| 5   | DEF  | Amirul Adli            | 13 de enero de 1996 (29 años)      | 34   | 0     | Tampines Rovers       |
| 6   | DEF  | Raoul Suhaimi          | 18 de septiembre de 2005 (19 años) | 0    | 0     | Young Lions           |
| 8   | DEF  | Shah Shahiran          | 14 de noviembre de 1999 (25 años)  | 33   | 1     | Tampines Rovers       |
| 15  | DEF  | Lionel Tan             | 5 de junio de 1997 (28 años)       | 21   | 3     | Lion City Sailors     |
| 17  | DEF  | Jordan Emaviwe         | 9 de abril de 2001 (24 años)       | 3    | 0     | Chiangrai United      |
| 18  | DEF  | Harhys Stewart         | 20 de marzo de 2001 (24 años)      | 6    | 0     | Chiangrai United      |
| 21  | DEF  | Safuwan Baharudin      | 22 de septiembre de 1991 (33 años) | 122  | 14    | Selangor              |
| 22  | DEF  | Christopher van Huizen | 28 de noviembre de 1992 (32 años)  | 27   | 1     | Lion City Sailors     |
|     |      |                        |                                    |      |       |                       |
| 7   | MED  | Kyoga Nakamura         | 25 de abril de 1996 (29 años)      | 9    | 2     | Tampines Rovers       |
| 13  | MED  | Farhan Zulkifli        | 10 de noviembre de 2002 (22 años)  | 6    | 1     | Hougang United        |
| 14  | MED  | Hariss Harun           | 19 de noviembre de 1990 (34 años)  | 140  | 11    | Chiangrai United      |
| 16  | MED  | Hami Syahin            | 16 de diciembre de 1998 (26 años)  | 33   | 0     | Lion City Sailors     |
| 26  | MED  | Fairuz Fazli           | 20 de enero de 2005 (20 años)      | 0    | 0     | Young Lions           |
|     |      |                        |                                    |      |       |                       |
| 9   | DEL  | Abdul Rasaq Akeem      | 16 de junio de 2001 (24 años)      | 6    | 0     | Lion City Sailors     |
| 10  | DEL  | Faris Ramli            | 24 de agosto de 1992 (32 años)     | 90   | 15    | Tampines Rovers       |
| 11  | DEL  | Glenn Kweh             | 26 de marzo de 2000 (25 años)      | 21   | 0     | Tampines Rovers       |
| 19  | DEL  | Ilhan Fandi            | 8 de noviembre de 2002 (22 años)   | 17   | 2     | BG Pathum United      |
| 20  | DEL  | Shawal Anuar           | 29 de abril de 1991 (34 años)      | 44   | 17    | Lion City Sailors     |